# Coelogyne ghatakii
Coelogyne ghatakii é uma espécie de orquídea epífita, família Orchidaceae, originária de Manipur, em Assam.